# The Vertigo of Bliss
Albums de Biffy Clyro
Blackened Sky
(2002) Infinity Land
(2004)
Singles
1. Toys, Toys, Toys, Choke, Toys, Toys, Toys
Sortie : 15 juillet 2002
2. The Ideal Height
Sortie : 24 mars 2003
3. Questions and Answers
Sortie : 26 mai 2003
4. Eradicate the Doubt
Sortie : 22 septembre 2003

The Vertigo of Bliss est le deuxième album du groupe écossais de rock alternatif Biffy Clyro, publié le 16 juin 2003, par Beggars Banquet Records.

## Enregistrement et production
Biffy Clyro confirme que l'album a été enregistré en une seule journée, laissant le groupe « jouer à la PlayStation » pour le reste de la semaine qui avait été réservée au Linford Manor.

## Parution et réception
L'album sort un an seulement après Blackened Sky. Quatre singles en sont extraits : Toys, Toys, Toys, Choke, Toys, Toys, Toys, The Ideal Height, Questions and Answers et Eradicate the Doubt.
Comme chacun des trois premiers albums du groupe, il n'est joué au complet qu'une seule fois : le 14 décembre 2005 au King Tut's Wah Wah Hut de Glasgow.

### Succès commercial
Il atteint la 48e place des charts albums au Royaume-Uni.
| Classement                    | Meilleure position |
| ----------------------------- | ------------------ |
| Royaume-Uni (UK Albums Chart) | 48                 |

## Caractéristiques techniques

### Analyse musicale
Il sonne plus comme une seule et unique piste (Toys, Toys, Toys, ... est le seul morceau non enregistré durant la session  puisqu'il est à l'origine la face B de Joy.Discovery.Invention) et reste celui que les fans de Biffy Clyro préfère, très probablement à cause de son style plus expérimental, avec des chansons telles que Bodies in Flight et Toys Toys, Choke, Toys, Toys mélangeant différents styles. Par ailleurs, les cordes sont utilisées pour effectuer des effets d'atmosphère dans With Aplomb et Now The Action Is On Fire montrant une nette progression du groupe à ce niveau.

### Pochette
La pochette de l'album est dessinée par Milo Manara, qui a aussi fait celles des singles extraits de l'album. L'album tire son nom d'une des réflexions de Lucifer dans le roman I, Lucifer.

## Liste des titres
Toutes les chansons sont écrites et composées par Simon Neil, James Johnston et Ben Johnston.
| No  | Titre                                                                            | Durée |
| --- | -------------------------------------------------------------------------------- | ----- |
| 1.  | Bodies in Flight                                                                 | 5:17  |
| 2.  | The Ideal Height                                                                 | 3:41  |
| 3.  | With Aplomb                                                                      | 5:29  |
| 4.  | A Day of...                                                                      | 2:24  |
| 5.  | Liberate the Illiterate / A Mong Among Mingers                                   | 5:28  |
| 6.  | Diary of Always                                                                  | 4:04  |
| 7.  | Questions and Answers                                                            | 4:02  |
| 8.  | Eradicate the Doubt                                                              | 4:26  |
| 9.  | When the Faction's Fractioned                                                    | 3:36  |
| 10. | Toys, Toys, Toys, Choke, Toys, Toys, Toys                                        | 5:28  |
| 11. | All the Way Down: Prologue / Chapter 1                                           | 6:43  |
| 12. | A Man of His Appalling Posture                                                   | 3:25  |
| 13. | Now the Action is on Fire!                                                       | 8:01  |
| 14. | Ewen's True Mental You (chanson cachée commençant à 6:24 de la piste précédente) | 1:37  |